# Константиновський Ілля Соломонович
Ілля (Ісаак) Соломонович Константиновський (1910, ? — 1943, Ташкент?) — радянський (український) шахіст, бронзовий призер чемпіонату України 1939 року

## Біографія
Ілля Константиновський навчався в будівельному інституті.
У 1936 році спільно з Юрієм Каємом став переможцем обласного профсоюзного турніру, при цьому випередив Ісаака Болеславського. Триразовий переможець першостей Дніпропетровська (1936, 1937, 1940), чемпіон Дніпропетровської області 1939 року.
Учасник трьох фінальних турнірів чемпіонатів України, найкращий результат — бронзова нагорода у чемпіонаті 1939 року (у тому числі перемога над Давидом Бронштейном, нічиї з Ісааком Болеславським та Ісааком Липницьким). У чемпіонаті України 1940 року Константиновський набравши 9 очок із 17 можливих розділив 8-9 місця (спільно з Олександром Константинопольським), при цьому він здобув перемоги над Константинопольським, Юрієм Сахаровим та Анатолій Банник, а також зіграв у нічию з Ісааком Болеславським, Давидом Бронштейном, Овсієм Полякомта Абрамом Хавіним. Протягом турніру Константиновський йшов серед лідерів, і лише хвороба на фініші турніру завадила йому посісти високе місце.
У 1938 році Констаниновський у складі Дніпропетровської області брав участь у першості ДСТ «Спартак», що проходила у Ростов-на-Дону — 4 місце на 1 шахівниці (4 з 7 очка). Переможець першості Укрради ДСТ «Спартак» (1939, Дніпропетровськ) — 8 з 11 очок, друге місце слідом за Олександром Константинопольським. Переможець всесоюзної першості ДСТ «Спартак» (Іваново, 1939) — 9½ з 12 очок. Учасник всесоюзного турніру кандидатів у майстри спорту (Москва, 1940) — 4-6 місця з результатом 6 очок з 11 можливих.
У липні 1941 року він мав зіграти матч за звання майстра спорту з московським шахістом Василем Пановим, але завадила війна. Ілля Константиновський евакуювався в Ташкент.
Маючи слабке здоров'я Ілля Константиновський помер в евакуації у 1943 році.

## Турнірні результати

### Чемпіонати України
Ілля Константиновський зіграв у трьох фінальних турнірах чемпіонатів України, набравши при цьому 27 очок із 49 можливих (+15-10=24).
| Рік  | Місто           | Турнір                 | + | − | =  | Результат | Місце  |
| ---- | --------------- | ---------------------- | - | - | -- | --------- | ------ |
| 1937 | Київ            | 9-й чемпіонат України  | 4 | 6 | 7  | 7½ з 17   | 13     |
| 1939 | Дніпропетровськ | 11-й чемпіонат України | 7 | 1 | 7  | 10½ з 15  | Bronze |
| 1940 | Київ            | 18-й чемпіонат України | 4 | 3 | 10 | 9 з 17    | 8 — 9  |